# Grönsaksfly
Grönsaksfly, Lacanobia oleracea är en fjärilsart som beskrevs av Carl von Linné 1758. Grönsaksfly ingår i släktet Lacanobia och familjen nattflyn. Arten är reproducerande i både Sverige och Finland och enligt respektive rödlista är arten livskraftig, LC, i båda länderna. Inga underarter finns listade i Catalogue of Life.

## Bildgalleri

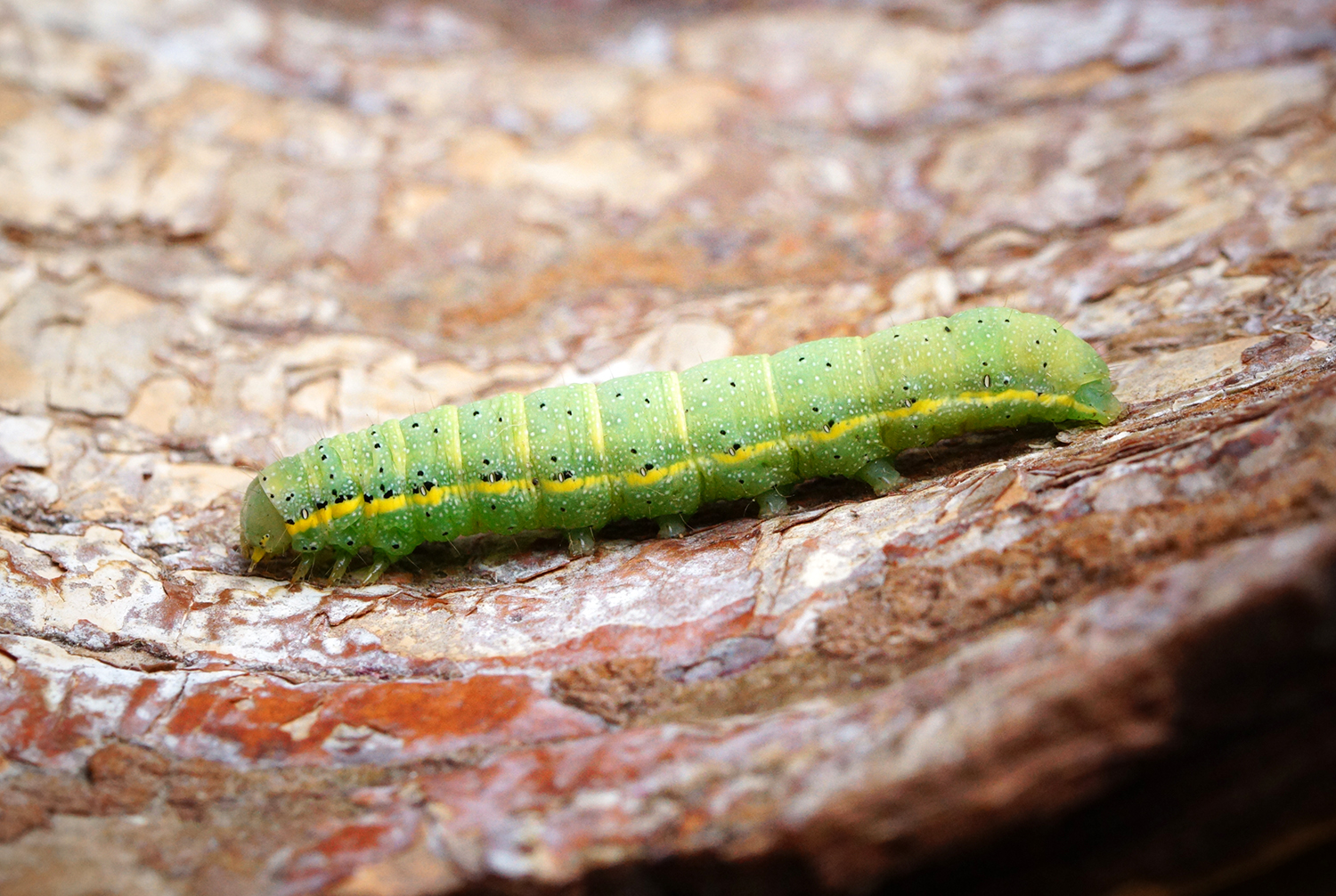
Fjärilens larv.
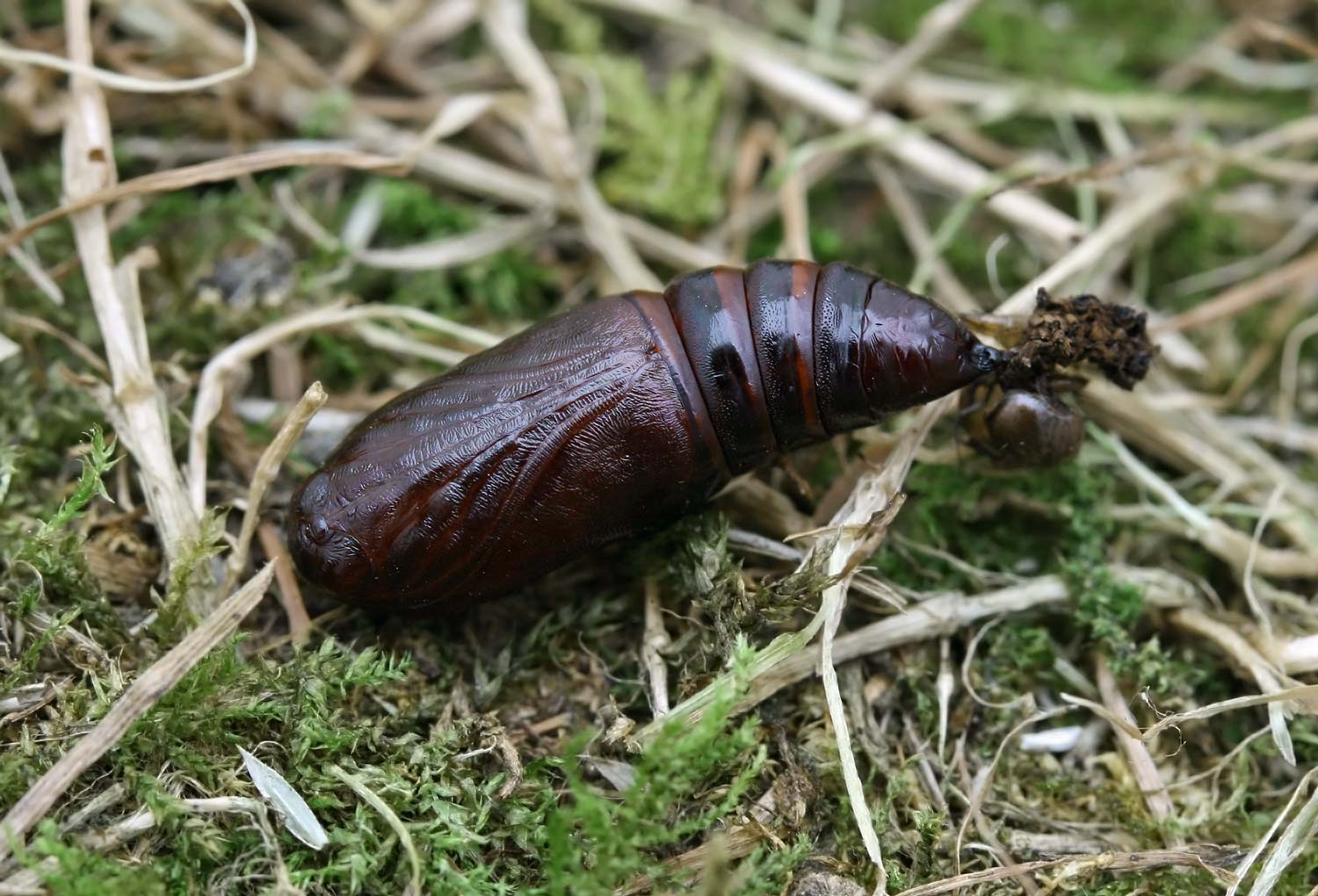
Fjärilens puppa
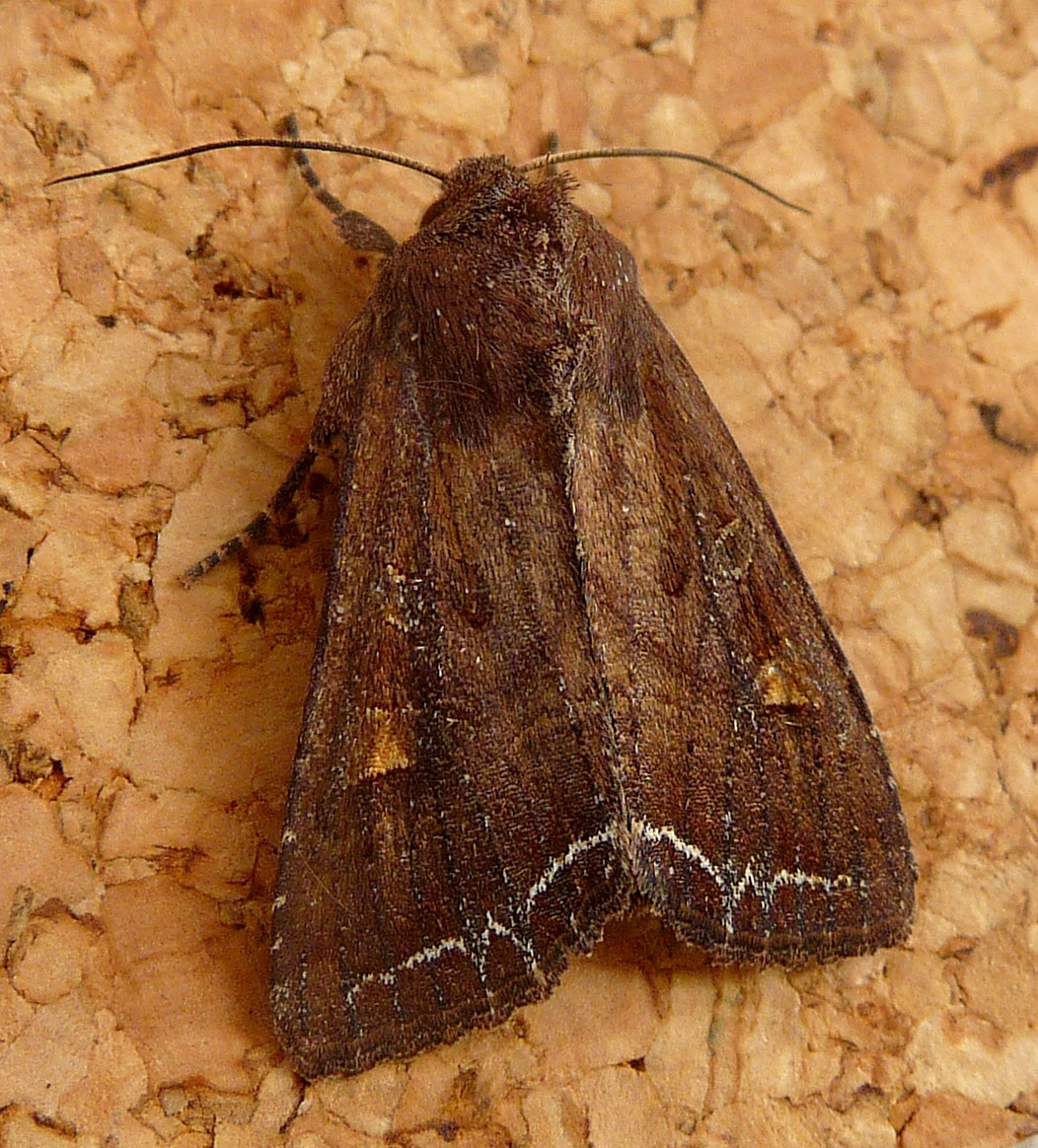
Imago fjäril.